# Autazes (kommun)
Autazes är en kommun i Brasilien.   Den ligger i delstaten Amazonas, i den centrala delen av landet, 1 800 km nordväst om huvudstaden Brasília. Antalet invånare är 31 876. Autazes ligger vid sjön Lago Quirimiri.
Följande samhällen finns i Autazes:
- Autazes

I omgivningarna runt Autazes växer i huvudsak städsegrön lövskog. Runt Autazes är det mycket glesbefolkat, med 3 invånare per kvadratkilometer.